# Галопом на страусе
«Галопом на страусе» (англ. The Gallopin' Gaucho) — второй мультфильм с участием Микки Мауса 1928 года от Уолта Диснея.

## Сюжет
Микки скачет на страусе где-то в Южной Америке и останавливается в баре. Там он встречает танцовщицу Минни и приглашает её на танец. Но вдруг злобный Пит затаскивает Минни в угол, Микки пытается защитить её, но Пит плюет в него слюной и убегает на осле. Микки вызывает своего страуса, чтобы догнать Пита, но его страус оказывается в нетрезвом состоянии. Микки с усилиями удается поднять страуса и погнаться за Питом. Во время погони Пит и его осёл дошли до обрыва, Пит заставляет осла спустится с обрыва. Микки замечает что Пит ускользает, а по обрыву страус не в силах спустится. Микки всё-таки удаётся спустится по обрыву. В это время Пит доходит до своего дома и заковывает Минни в железные кандалы. Микки слышит зов о помощи от Минни и пытается открыть дверь, но лишь ломает рукоятку. Тогда Микки бросает свой хвост на окно и поднимается к окну. Микки проникает внутрь дома и бросает вызов Питу. Начинается битва на шпагах, где Микки удаётся победить злодея кота Пита и освободить красавицу Минни. Вместе с Минни, Микки прыгает из окна на своего страуса и вместе с Минни скачет по пустыне. В благодарность за спасение Минни целует Микки.

## Факты
- Это первый мультфильм про Микки Мауса, в котором появляется главный антагонист и враг Микки Мауса, кот Чёрный Пит.

## История создания
Первый мультфильм с Микки Маусом — «Безумный самолёт», второй — «Галопом на страусе». Оба мультфильма были немыми и не произвели впечатления. Третий — «Пароходик Вилли» — создавался как синхронно озвученный музыкальный фильм и имел громкий успех. Дисней пригласил композитора Карла Столлинга, и тот подобрал музыку к немым мультфильмам. Немые версии вышли в 1928 году, в звуковые в 1929 году.

## Критика
The Film Daily сообщила: «В нем есть несколько изящных комедийных эффектов благодаря добавлению звука, которые делают фильм гораздо более приятным и смехотворным, чем это могло бы быть в немом формате».

## Награды
Микки Маус получил звезду на аллее славы в Голливуде.